# 张楠 (字节跳动)
张楠（1987年—），女，抖音集团CEO。2013年加入字节跳动并负责公司的UGC业务，2016年推出了抖音、火山等产品，2018年被任命为抖音CEO兼公司市场品牌负责人，带领团队研发出轻颜、剪映等产品。